# Nain angora
Le nain angora est une race homologuée de lapin angora, lapin domestique à poil long sélectionné à partir de l'élevage du Lapin commun Oryctolagus cuniculus. Cette race peu répandue, d'origine belge, sélectionnée dans les années 1970 à Jalhay dans la région de Verviers, se caractérise par sa fourrure aux longs poils soyeux, comme celle de l'angora français, mais avec la taille réduite d'un lapin nain.

## Caractéristiques de la race
En France, cette race a été reconnue en 1988.
Le nain angora est encore assez grand, comparé à d'autres races de lapins nains, avec un poids idéal compris entre 1,2 et 1,5 kg.
Comme son grand frère, il a un corps tout en rondeur, perdu dans une épaisse fourrure soyeuse qui doit être la plus longue possible, lui donnant un aspect « boule de poil ». Dans la version naine, seules émergent les oreilles avec leur épi au sommet car elles sont recouvertes également de longs poils, de même que la tête.
Comme les grands, cette race naine admet plusieurs variantes colorées, le blanc albinos, mais aussi des variétés mélanistiques.

## Variétés reconnues
Gris garenne, chinchilla, gris fer, gris acier, couleur lièvre, gris lièvre, gris bleu, gris bleu foncé, gris brun, gris brun foncé, fawn, jaune, noir, bleu, brun, beige, madagascar, isabelle, blanc aux yeux rouges et blanc aux yeux bleus

## Caractéristiques de la race
Quand la laine est pleine et mûre, la tête est presque non apparente, les oreilles doivent posséder un plumet, être portées en V, mais pas trop écartées et leur longueur (plumet non compris) sera de 8 cm maximum

## Utilisation
Trop petit pour en exploiter la fourrure et faire de l'angora, ce lapin nain est élevé soit pour participer à des concours, soit comme animal de compagnie.